# ペロブスカイト太陽電池

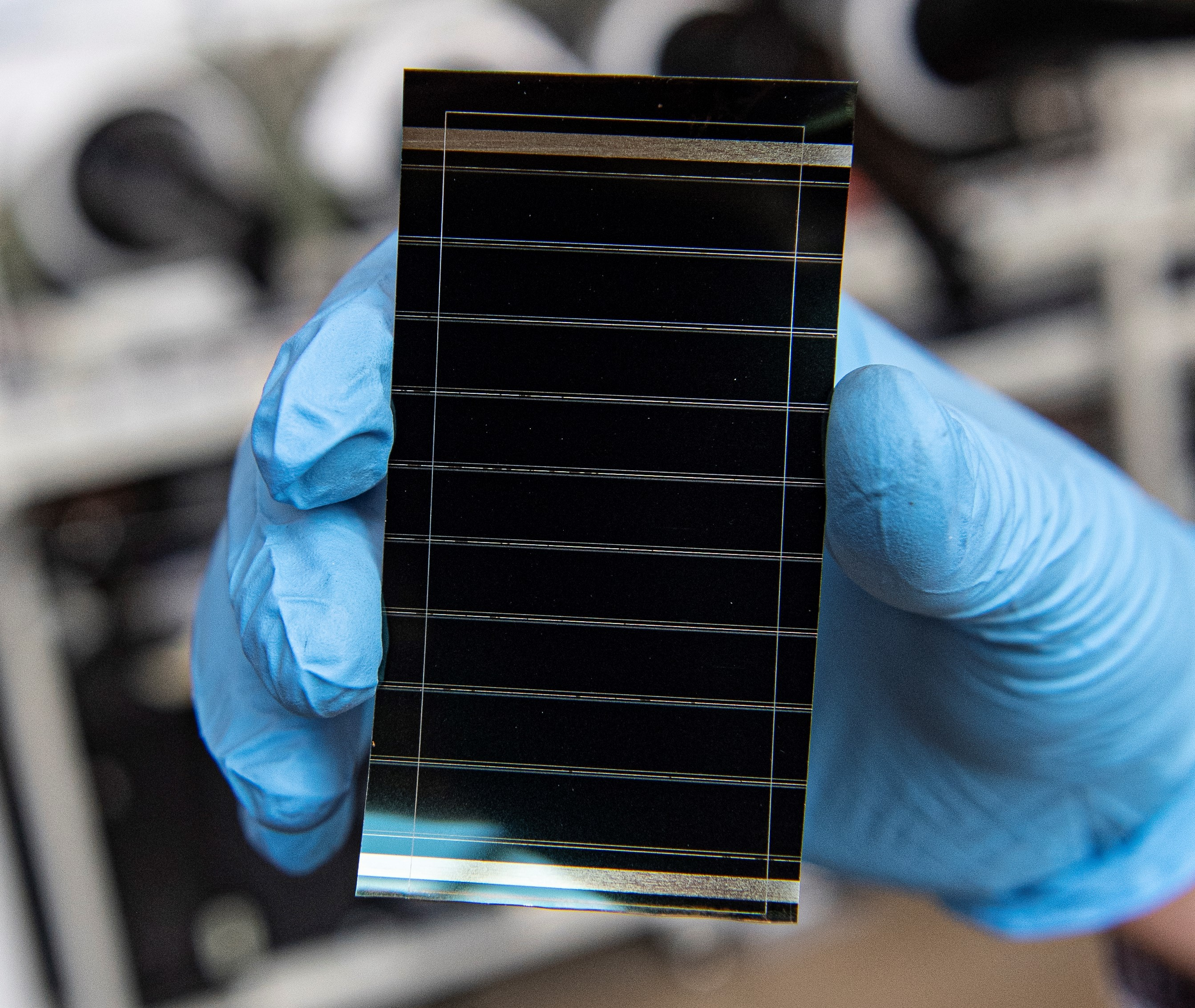
ペロブスカイト太陽電池

ペロブスカイト太陽電池（ペロブスカイトたいようでんち、Perovskite Solar Cell、PSC）は、ペロブスカイト結晶を用いた太陽電池。色素増感太陽電池の一種でペロブスカイト型では、従来の色素の代わりにペロブスカイト材料を用い、正孔（ホール）輸送材料（Hole Transporter Material、HTM）としてのヨウ素溶液の代わりに、Spiro-OMeTADなどを使用する。

## 研究開発
2009年にハロゲン化鉛系ペロブスカイトを利用した太陽電池が桐蔭横浜大学の小島陽広や宮坂力教授らによって発明された。
2009年のエネルギー変換効率は CH3NH3PbI3 を用いたものでは3.9 %であったが、近年変換効率が急速に高まり、低コストで製造できるため将来的な商用太陽電池として注目されている。2011年には成均館大学校の朴南圭が初めてデバイスの全固体化に成功し、2012年にはオックスフォード大学のen:Henry Snaithが効率10 %を達成した。
ハライド系有機－無機ペロブスカイト半導体 (CH3NH3PbI3) は、2009年に初めて太陽電池材料として報告された材料で印刷技術によって製造できるため、低価格化が期待される。
環境低負担に対する研究も進んでおり、2017年10月5日理化学研究所がスパコン『京』を用いた材料スクリーニングで鉛を用いない51個の低毒性元素だけからなるペロブスカイト太陽電池の候補化合物を発見している。
2021年9月、東芝はフィルム型のペロブスカイト太陽電池で独自の成膜技術を開発し、フィルム型では世界最高のエネルギー変換効率15.1 %を達成した。広く普及しているシリコン型太陽電池並みの変換効率を実現している。東芝は2025年までに、変換効率が20 %以上、受光部の面積9平方メートルの実用化に向けて開発を進めており、発電コストは1 kWh20円以下を目指す。
東芝のフィルム型のペロブスカイト太陽電池は、ヨウ化鉛とヨウ化メチルアンモニウムを混ぜた独自のインクと製造装置で、均一な膜を形成する。インクを塗る速度も、量産化に必要とされる毎分6 mを確保した。この研究は、新エネルギー・産業技術総合開発機構（NEDO）の委託事業「太陽光発電主力電源化推進技術開発」の一環で「第82回応用物理学会秋季学術講演会」で発表された。
世界で開発中のペロブスカイト型太陽電池は軽量で柔軟性があるため、これまで太陽光発電に欠かせなかった広い敷地の確保以外にオフィスビルの壁や曲面など、これまで設置が難しかったところにも使用できる。従来型のシリコン系太陽電池はコスト競争に敗れてほとんどの国内メーカーが撤退したが、ペロブスカイトの主原料となるヨウ素は日本の生産量が世界2位で日本企業のビジネスチャンスにもなり、自治体（東京都や神奈川県、福岡県など）でも設置費用補助制度の整備を進めている。
2023年、電力変換効率の記録は33.2%に更新された。

### 国家プロジェクト採択
日本の経済産業省（NEDO）はペロブスカイト型を次世代太陽電池の本命と位置付けており、2030年度までに1 kWh14円以下の発電コストを達成する目標を掲げている。
総額2兆円のグリーンイノベーション基金事業（2021年度スタート）でも最大498億円を充てる予定（2024年度スタート）。
東京都では、普及拡大に向けた取り組みの一環として「Airソーラー」と命名している。

## 実用化
ペロブスカイト型は薄いガラスやプラスチックの基板上に液体を塗り焼いてつくり、印刷技術を使うため従来の太陽電池の半額で製造できる。2021年9月に世界で始めて量産され、ポーランドのスタートアップ企業が建物の外壁などに設置する電池として出荷する。イギリスや中国の企業も2022年に量産を始める予定で、安く設置場所を選ばないため、普及すれば世界の再生可能エネルギーの割合が高まる可能性がある。

## 宇宙事業での利用
宇宙空間では太陽光発電が唯一無二の日照中の実用的なエネルギー源であり、ほとんどの宇宙機に太陽電池が搭載されているが、ペロブスカイト型は太陽電池の最大の劣化要因である放射線に対し極めて高い耐性を有している。一般的な探査機や人工衛星は3接合型化合物太陽電池（以降、3接合型）を使用しているが、こちらは変換効率が約30 %と高くペロブスカイト型を上回っている。しかし3接合型よりペロブスカイト型がコスト面と放射能耐久性において上回っている。今後、研究開発が進み、高い変換効率と熱や光に対する耐久性を有し、高い放射線耐性を兼ね備えた低コストのフレキシブルペロブスカイト型が開発できれば、より過酷な環境下でも探査できると考えられている。

## 課題点
現在実用レベルに達しているペロブスカイト太陽電池の半導体層は、鉛(Pb)を含む化合物であり(例: CH3NH3PbI3)、鉛特有の毒性をさけることができない。事実、RoHS (特定有害物質使用制限指令)によって規制対象となっている。溶解度積定数(solubility product)KSPは、10−8オーダーである。この値は、かつて太陽電池材料として検討されたCdTeというカドミウムという有害物質を含む化合物半導体のKsp 値(9.5× 10−35)よりはるかに高い。このことは、分解性が高いことを示唆するものである。
従って、バイオアベイラビリティ(生物学的利用能)という観点に立てば、課題を抱えている。